# Une sœur encombrante
Une sœur encombrante (Her Sister's Keeper) est un téléfilm canadien réalisé par Michael Scott et diffusé aux États-Unis le 26 novembre 2006 sur Lifetime.

## Fiche technique
- Réalisation : Michael Scott
- Scénario : Michael Sloan
- Société de production : Front Street Pictures
- Durée : 92 minutes
- Pays :  Canada

## Distribution
- Dahlia Salem (VF : Dominique Vallée) : Kate Brennan
- Meghan Ory : Melissa Brennan
- Ty Olsson (VF : Guillaume Orsat) : Luke Grant
- Anthony Ulc : Carl Delane
- Bruno Verdoni : Inspecteur Paul McLaren
- Jane McLean (VF : Magali Barney) : Shelly Lynch
- Darren Moore (VF : Didier Cherbuy) : Tony Rackman
- Douglas Arthurs : Charlie
- Woody Jefferys : Alex Kendall
- Adrien Dorval : Jeff Hobart
- Myron Natwick : Jack Brennan
- Elizabeth Bowen (VF : Véronique Rivière) : Brenda Philipps
- Ildiko Ferenczi : Premier danseur
- James Crescenko : Serveur en chef

 Source et légende : version française (VF) sur RS Doublage et selon le carton de doublage télévisuel.